# Georg Schleber AG
Die Färbereien und Appreturanstalten Georg Schleber AG gehörte bis 1945 zu den führenden sächsischen Textilunternehmen. Der wirtschaftliche Schwerpunkt des 1847 in Reichenbach im Vogtland gegründeten Stammwerks verlagerte sich später auf das 1871 eingerichtete Zweigwerk in Greiz. 1949 wurde die Firma einem Volkseigenen Betrieb (VEB) eingegliedert. Die Übernahme durch die Treuhandanstalt 1990 bedeutete das Ende des Unternehmens.

## Produktion
Die Georg Schleber AG war neben dem Färben und Bedrucken von Textilien vor allem Appretur und Spezialausrüster von sämtlichen Geweben wie Wolle, Halbwolle, Seide, Halbseide, Kunstseide und Mischgewebe. Die Waren fanden weltweiten Absatz. Während des Zweiten Weltkrieges wurden vornehmlich Kleinteile für die Rüstungsindustrie montiert. Während der DDR-Zeit wurde vor allem für Märkte in der DDR, der UdSSR und der Bundesrepublik Deutschland produziert.

## Geschichte

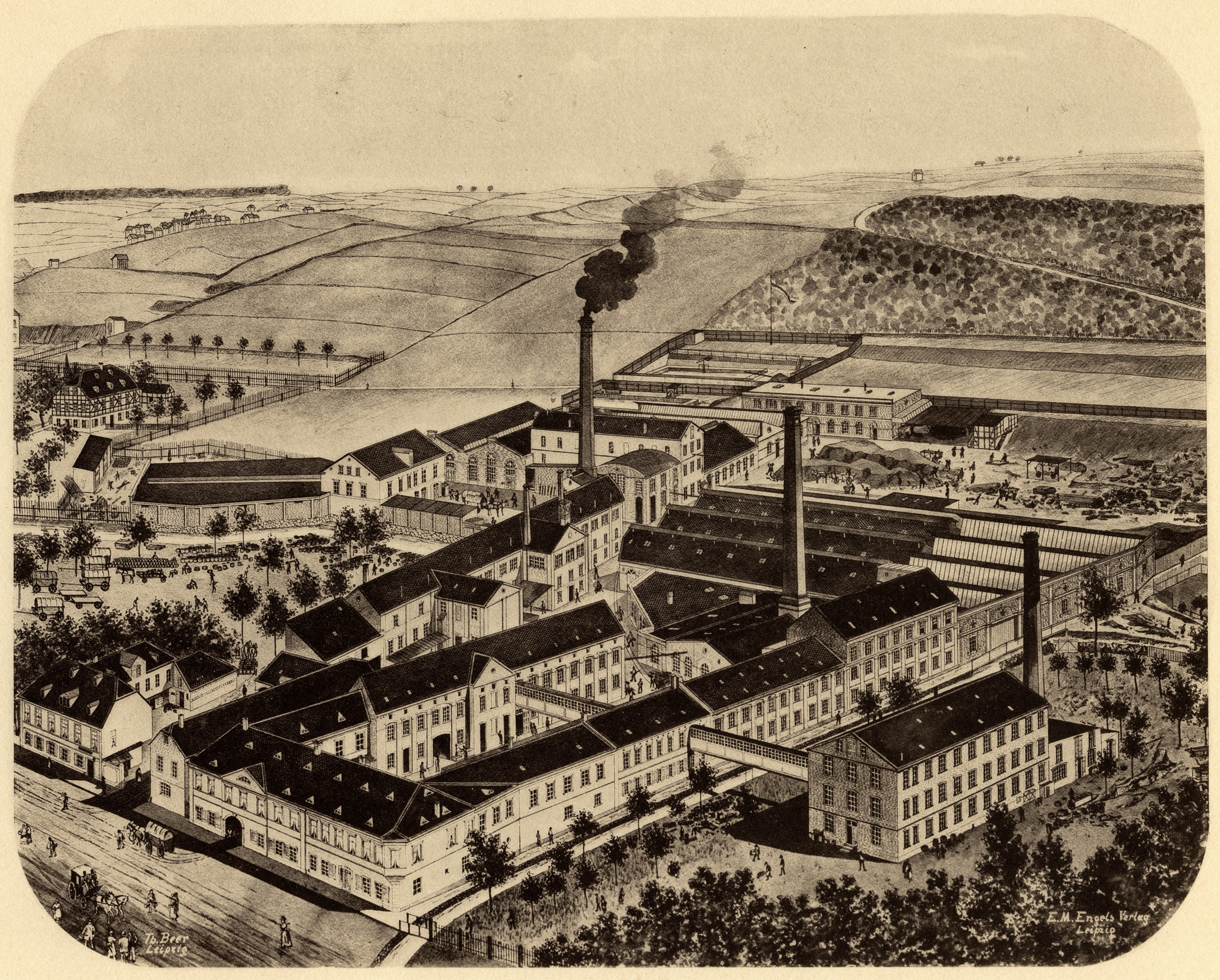
Stammwerk der Firma Georg Schleber in Reichenbach um 1890 (Lichtdruck nach einer Zeichnung von Tb. Beer, Leipzig)

### Gründung
Das Unternehmen wurde am 30. November 1847 als Färberei und Appretur auf dem Gelände einer stillgelegten Baumwollspinnerei der Firma Samuel Petzold in Reichenbach gegründet. Gründer war der aus Pfaffenhofen im Elsass stammende Blaufärbermeister Georg Schleber (1819–1850).

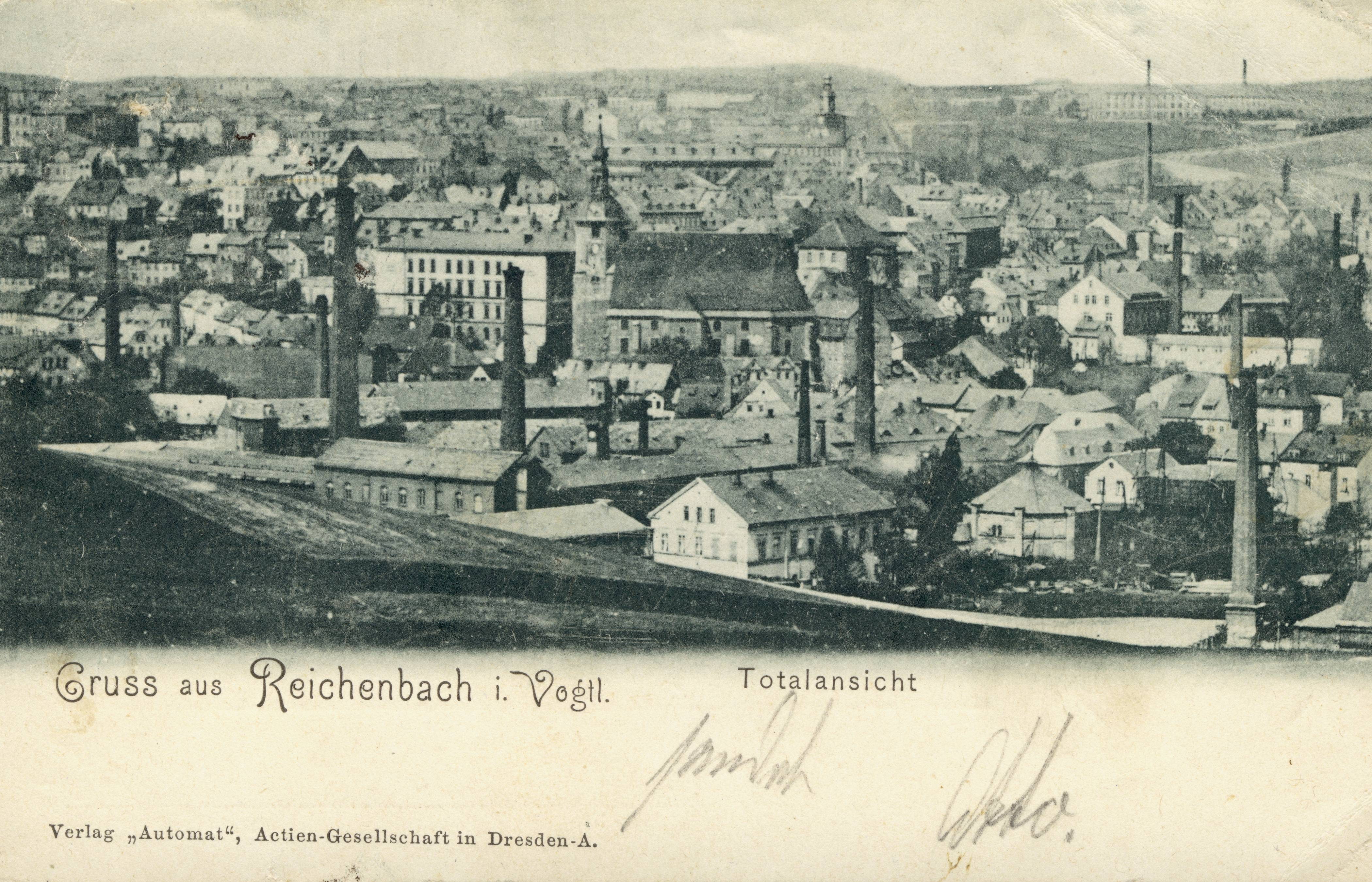
Blick über Reichenbach mit dem Stammwerk der Firma Georg Schleber im Vordergrund um 1899

Georg Schleber hatte zuvor in Glauchau ein neu patentiertes Verfahren zur maschinellen Herstellung schattierter Streifenmuster auf Textilien erfolgreich eingeführt. Das sogenannte Ombréverfahren war von der französischen Firma Jourdan & Cie. in Cambrai entwickelt und nur für Frankreich und England patentiert worden. Das Patent hatte ihm 1845 sein bei Jourdan & Cie. beschäftigter Bruder Jakob Schleber (1818–1859) überlassen. Das Ombréverfahren bildete die Grundlage für den raschen wirtschaftlichen Erfolg des jungen Unternehmens. Die Firma beschränkte sich zunächst auf die Veredlung von Wollwaren aus dem näheren Umland von Reichenbach und Greiz, weitete sich aber sehr bald auf Sachsen und ganz Deutschland aus. Ein besonderes Privileg der Firma, die durch Zunftzwang getrennten Produktionsprozesse des Färbens und Appretierens in einem Arbeitsgang zu vereinen, ermöglichte eine effektive Produktion.
Der wirtschaftliche Erfolg wurde durch das Schicksal der Gründergeneration nicht beeinträchtigt. Bereits 1850 starb Georg Schleber im Alter von 30 Jahren. Daraufhin übernahmen sein Bruder Adam Schleber (1822–1855) und seine Witwe Bertha geb. Tänzler das Unternehmen. Diese schied 1852 aus dem Unternehmen aus und Adam wurde alleiniger Inhaber. Doch auch er starb drei Jahre später und der älteste der Brüder Jakob Schleber wurde 1855 alleiniger Inhaber. Zuvor hat er bereits das Unternehmen für 28000 Taler erworben. 1859 starb schließlich auch Jakob Schleber. Der frühe Tod der drei Brüder erscheint als eine Folge der allgemein umweltbelastenden Produktionsbedingungen.

### Wirtschaftlicher Ausbau

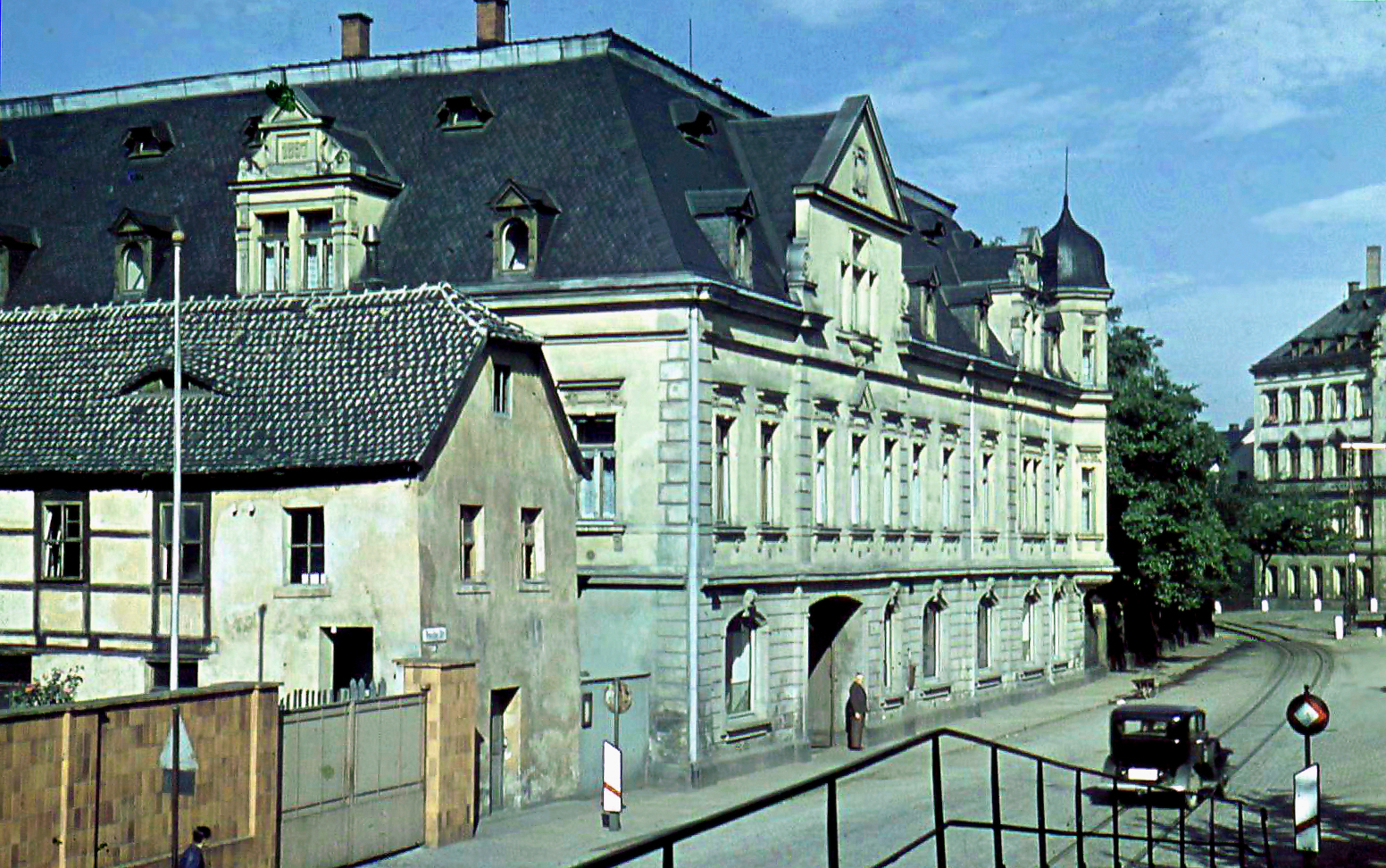
Das Wohn- und Geschäftshaus der Firma Georg Schleber in der Altstadt 5 in Reichenbach um 1940

Die Firma Georg Schleber blieb weiterhin ein Familienunternehmen. Nach Jakob Schlebers Tod ging sie testamentarisch auf seine Witwe Léonie geb. Claviez (1831–1913) über. Unter der kaufmännischen Leitung ihres Bruders Leopold Claviez zwischen 1859 und 1887 und ihres dritten Ehemannes, dem Kommerzienrat Julius Sarfert (1836–1898), zwischen 1862 und 1898 gelang der Firma der weitere Ausbau ihrer wirtschaftlichen Bedeutung. Die Einführung der synthetischen Anilinfarbe trug seit 1859 einen entscheidenden Anteil dazu bei.

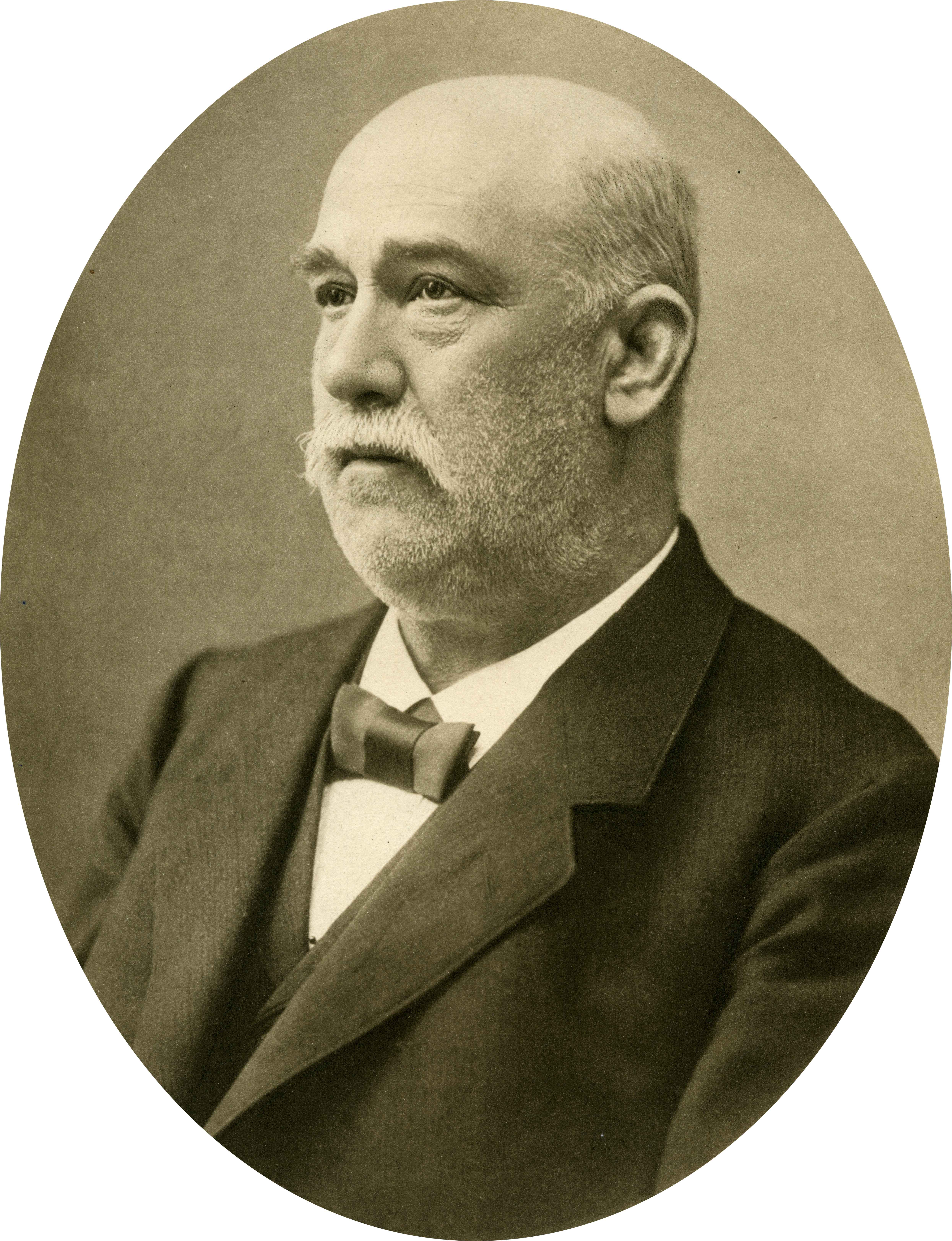
Paul Schleber (1849–1936), der Neffe des Firmengründers

Gegen Ende der 1860er-Jahre versuchte die Färberei Metzner & Sohn in Greiz den Markt mit Niedrigpreisen an sich zu ziehen.
Sie geriet dadurch schnell in Konkurs und wurde von der Firma Georg Schleber aufgekauft. Bereits 1871 wurde auf ihrem Gelände in der August-Bebel-Straße ein Zweigwerk gründete. In der Folge verlagert sich der wirtschaftliche Schwerpunkt vom Reichenbacher Stammwerk nach Greiz.
1873 erwarb die Firma die 1747 gegründete Angermühle in Reichenbach. Die Mühle diente seitdem zur Gewinnung von Farbpulver aus Blauholzspänen. Auf der Melbourne International Exhibition (1880) und 1888 war die Firma unter 266 Schleber, Georg. Dye and Finishing Works, Greiz. Series of shades in all colours vertreten. 1882 trat Léonie Claviez zugunsten ihrer Söhne Georges Schleber (1847–1921) und Paul Schleber (1849–1936) aus dem Greizer Zweigwerk aus. Paul Schleber übernahm zusammen mit seinem Stiefvater Julius Sarfert die Leitung des Reichenbacher Stammwerks und Georges Schleber das Greizer Zweigwerk.
Um 1890 betrieb allein das Reichenbacher Stammwerk elf Dampfkessel mit je 100 m2 Heizfläche und einer Leistung von 900 Kilowatt. Diese versorgten sechs Dampfmaschinen mit je 150 Kilowatt, an die wiederum über 300 Arbeitsmaschinen angeschlossen waren. Der monatliche Steinkohleverbrauch betrug 1285 Tonnen. Ein Rohrleitungssystem versorgte das Stammwerk mit Quellwasser aus dem drei Kilometer entfernten Heinsdorfergrund. Das Wasser wurde in zwei großen Bassins zwischengespeichert, um den täglichen Wasserbedarf von 10.000 Hektolitern zu gewährleisten. Zur Bewältigung der täglichen Warenauslieferung waren zehn Pferdefuhrwerke in ständigem Betrieb. Etwa 30.000 Webstühle belieferten das Unternehmen mit Webwaren aus dem Umland.

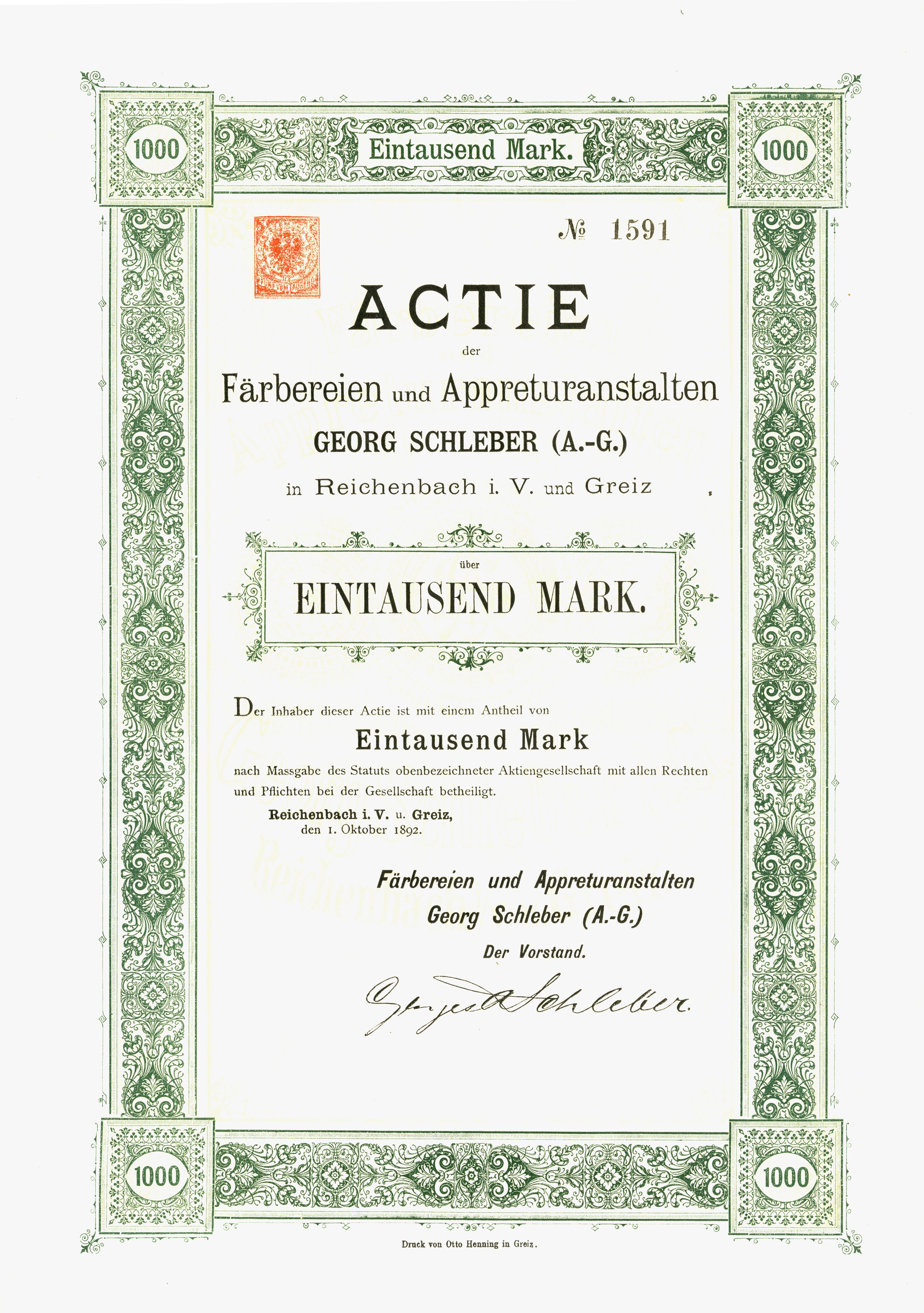
Aktie der Georg Schleber AG

### Umwandlung in eine Aktiengesellschaft
Am 1. Oktober 1892 wurde das Unternehmen in eine Aktiengesellschaft mit einem Grundkapital von 3,5 Millionen Mark umgewandelt und firmierte nun unter Färbereien und Appreturanstalten Georg Schleber AG („in Reichenbach i. V. und Greiz“).
Zur Deckung des enormen Steinkohlenbedarfs für den Betrieb der Dampfmaschinen und zur Warenauslieferung war das Unternehmen nun auf moderne Transportmittel angewiesen. Am 30. April 1895 erhielt das Reichenbacher Stammwerk Anschluss an die Nebenbahn Reichenbach – Lengenfeld und 1902 an die Schmalspurbahn nach Oberheinsdorf.
Am 1. Oktober 1903 zog sich Paul Schleber aus dem Geschäft zurück und sein Sohn Georg Schleber (1874–1945) übernahm die Leitung des Reichenbacher Stammwerks. Nach dem Tod von Georges Schleber übernahmen seine Söhne Wolfgang Schleber und Werner Schleber 1921 das Greizer Zweigwerk.
1922 wurde das eigene Elektrizitätswerk vertraglich in die Stromversorgung der Stadt Greiz eingebunden.

### Wirtschaftliche Krise
Die Deutsche Inflation brachte die Georg Schleber AG in wirtschaftliche Bedrängnis. Von 1921 bis Ende 1923 schrumpfte das Betriebsvermögen auf 2,5 %. Doch bereits 1924 gelang der wirtschaftliche Wiederaufschwung, der bis 1928 anhielt. Ende 1927 betrug die Dividende 6 %.

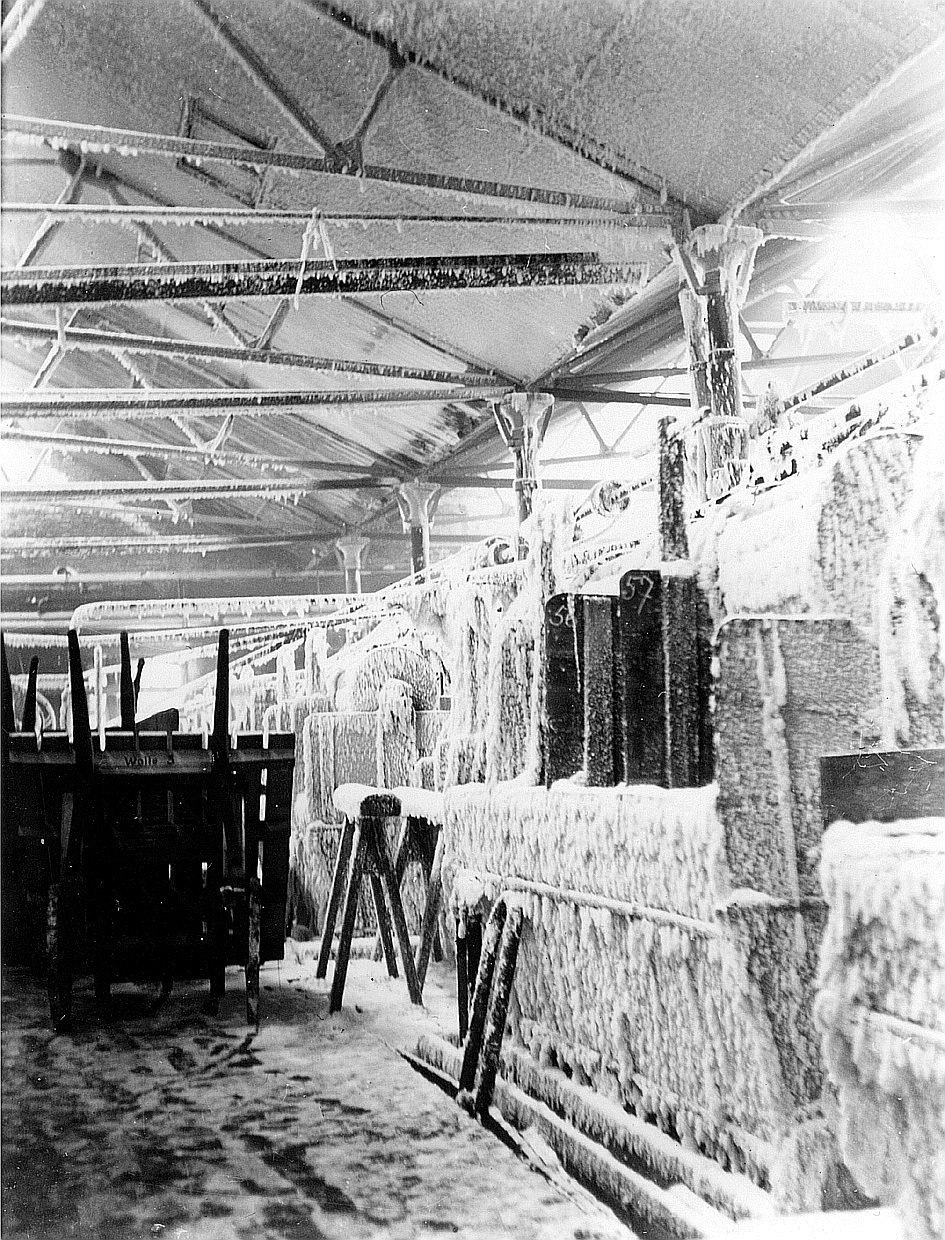
Ein Heizungsausfall während des strengen Winters 1939/1940 verwandelte die Fabrikhallen des Reichenbacher Stammwerks am 13. Januar 1940 in eine Eislandschaft

### Entwicklung während der Zeit des Nationalsozialismus
Seit den 1930er-Jahren begann die Georg Schleber AG ihren Einflussbereich auch auf andere Industriezweige auszudehnen. 1935 deckte sie einen Großteil der Schulden der Automobilfabrik Freia AG in Greiz und wurde dadurch mehrheitlicher Anteilseigner. Federführend war dabei Werner Schleber, der bereits seit 1921 dem Aufsichtsrat der Freia AG angehört hatte.
Während des Zweiten Weltkrieges produzierte die Firma verstärkt für die Rüstungsindustrie und wurde dadurch zum Ziel alliierter Bombenangriffe. Zwei amerikanische Bombenangriffen am 21. März und 17. April 1945 auf Reichenbach zerstörten große Teile der Fabrikanlage.

### Enteignung und Eingliederung in einen Volkseigenen Betrieb
Das Ende des Zweiten Weltkriegs war zugleich das Ende der Georg Schleber AG als Familienunternehmen. Am 10. September 1945 wurde die Fabrikdirektion in Reichenbach im Vogtland durch die Sowjetische Militäradministration verhaftet, darunter auch Georg Schleber und sein Sohn und Nachfolger Volkmar Schleber (1902–1945). Sie ereilte das Schicksal vieler Unternehmer in der Sowjetischen Besatzungszone. Georg Schleber wurde gemäß Artikel 58-2 des Strafgesetzbuchs der RSFSR wegen „Bewaffnetem Einfall in die Sowjetunion und Bandenkrieg“ zum Tode verurteilt und sein Sohn zu zehn Jahren Zwangsarbeit. Er starb auf dem Transport. Beide wurden später auf Grundlage des Artikels 3a des Gesetzes der Russischen Föderation zur „Rehabilitierung der Opfer politischer Repression“ vom 18. Oktober 1991 rehabilitiert.
Am 17. April 1948 wurde das Unternehmen durch die Sowjetische Militäradministration enteignet und das Betriebsvermögen beschlagnahmt. 1949 wurden das Stammwerk in den VEB Textilveredlungswerk Reichenbach und das Zweigwerk in den bzw. später die VEB Textilveredlungswerk(e) umgewandelt. Erst 1970 erfolgte die Eingliederung des Textilveredlungswerks Reichenbach in den VEB Vogtlandstoffe und die des Greizer Werks in den VEB Greika.

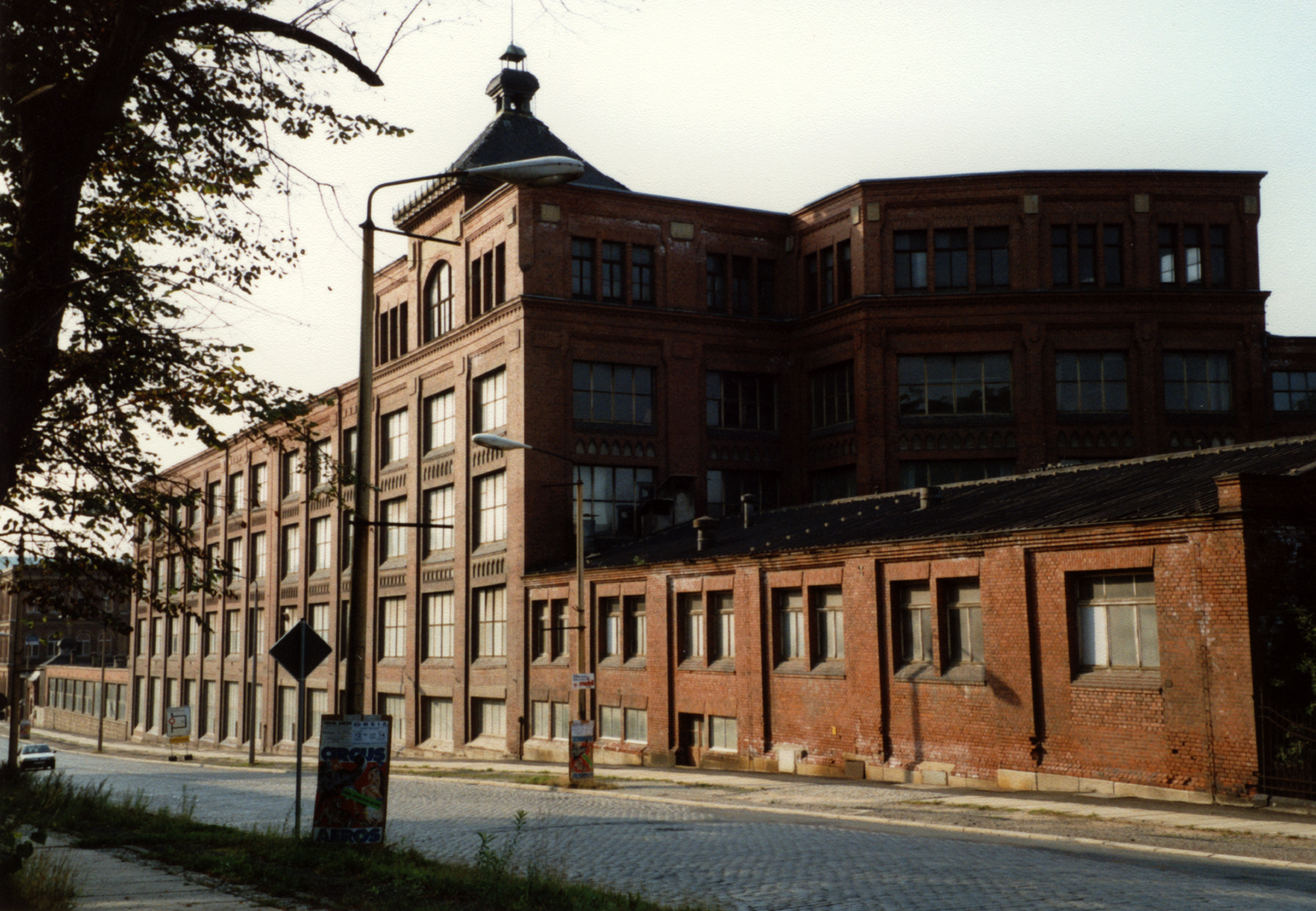
Fassade des Zweigwerks in Greiz (1994)

### Übernahme durch die Treuhand und Schließung
Nach der Deutschen Wiedervereinigung übernahm 1990 die Treuhandanstalt die Betriebe in Reichenbach und Greiz. Die Werke entsprachen nicht mehr den allgemeinen Umweltanforderungen und arbeiteten noch auf dem Niveau der Vorkriegszeit. 1992 misslang der Verkauf des VEB Vogtlandstoffe an eine indische Investorengruppe und das Werk wurde endgültig geschlossen. Am 1. Juni 1996 wurde das Gesamtvollstreckungsverfahren für den VEB Vogtlandstoffe GmbH, Weberei und Veredlung eröffnet. 1999 begannen die Abrissarbeiten der Fabrikgebäude der ehemaligen Georg Schleber AG in Reichenbach und 2001 erfolgte der Abriss des dortigen Wohn- und Geschäftsgebäudes. Die Angermühle wurde im Frühjahr 2003 abgerissen. Am 29. April 2001 wurde das zum ehemaligen Zweigwerk gehörende denkmalgeschützte „Greika-Hochhaus“ in der August-Bebel-Straße in Greiz gesprengt, da sich eine Sanierung als undurchführbar erwiesen hatte.

### Nachnutzung der Immobilien
Reichenbach: Auf dem ehemaligen Schleberareal in Reichenbach entsteht ein Teil der fünften sächsischen Landesgartenschau 2009.
Greiz: Seit dem Abriss des Heiz- und Kesselhauses in der Adelheidstraße ist dort eine Brachfläche. Die Fabrikgebäude auf der südlichen Seite in der August-Bebel-Straße wurden ebenfalls abgerissen, dort befindet sich jetzt eine Filiale von Kaufland. Durch die abgerissenen bzw. gesprengten, unter Denkmalschutz stehenden Produktionsgebäude auf dem Hauptgelände (auf dem Foto rechts mit "Greika-Hochhaus") entstand eine Brachfläche, die als Festplatz und für Veranstaltungen genutzt wird. Die verbliebenen, sporadisch genutzten Gebäude auf dem Foto links entlang der Turnerstraße wurden in den letzten Jahren renoviert und werden vor allem durch die Vogtlandwerke und den Bauhof der Stadt Greiz genutzt. Weitere Gewerbenutzungen sind geplant.

## Personelle Entwicklung
Die wenigen überlieferten Daten geben einen Eindruck über die personelle Entwicklung des Unternehmens. 1871 betrug die Zahl der Beschäftigten etwa 200 und 1879 etwa 290 Mitarbeiter. Bereits um 1890 hatte sich die Mitarbeiterzahl auf 650 Arbeiter mehr als verdoppelt. Darunter waren dreiviertel der Beschäftigten Männer und einviertel Frauen. Um 1930 besaß das Reichenbacher Stammwerk etwa 700 Mitarbeiter und das Greizer Zweigwerk sogar 1400.

## Soziale Einrichtungen
Zur Verbesserung der sozialen Lage der Arbeiter wurde 1869 eine eigene Krankenkasse eingerichtet, der alle Fabrikarbeiter angehörten mussten. Während in den 1850er-Jahren viele Fabriken noch Kinderarbeiter beschäftigten, legte die Firma Georg Schleber das Mindestalter für Arbeiter auf 16 Jahre fest. In den 1880er-Jahren wurde eine Badeanstalt für ihre Angestellten und Arbeiter eingerichtet. Das Schwimmbassin diente zugleich als Wasserreservoir.

## Preise und Ehrungen
Die Vielzahl der Auszeichnungen auf internationalen Ausstellungen, die Aufmerksamkeit durch das sächsische Königshaus und die Verleihung von Ehrentitel an Unternehmensleiter zeugen von der wirtschaftlichen Bedeutung weit über Sachsen hinaus.
Die Leistungen des Unternehmens wurden 1873 auf der Weltausstellung in Wien, 1880 auf der Deutschen Wollindustrieausstellung in Leipzig und 1888 auf der Weltausstellung in Melbourne mit ersten Preisen gewürdigt.
Im Juni 1884 besichtigte König Albert von Sachsen das Stammwerk in Reichenbach. Einige Jahre zuvor hatte König Johann I. von Sachsen der Fabrik einen Besuch abgestattet.
Am 30. November 1897 wurde Julius Sarfert durch König Albert von Sachsen zum Königlich Sächsischen Kommerzienrat ernannt. Aus Anlass des 50-jährigen Firmenjubiläums wurde Paul Schleber am 8. August 1904 durch König Albert von Sachsen ebenfalls zum Königlich Sächsischen Kommerzienrat ernannt. Am 11. November 1909 ernannte Fürst Heinrich XXVII. von Reuß Georges Schleber zum Geheimen Kommerzienrat und 1910 zum Geheimrat.

## Patente
- Julius Sarfert: Neuerung betreffend Appretiervorrichtungen (Patentnr. 6814). Eidgenössisches Amt für geistiges Eigentum. Bern, 18. Mai 1893
- Georg Schleber: Improvements in and connected with Machines for Inserting Pressing Boards or Sheets Between the Folds of Cloth or other Fabric (Patentnr. 8403). His Majesty’s Stationery Office, Norwich, 22. Mai 1897
- Georg Schleber: Improvements in and connected with Apparatus for Smoothing Cloth prior to Folding (Patentnr. 5994). His Majesty’s Stationery Office, Norwich, 10. Juli 1897